# Tanjung Bunga Satu
Tanjung Bunga Satu is een bestuurslaag in het regentschap Lebong van de provincie Bengkulu, Indonesië. Tanjung Bunga Satu telt 1030 inwoners (volkstelling 2010).